# 옥시타니아 로망스어군
옥시타니아 로망스어 또는 옥시타노로망스어(Occitano-Romance)은 프랑스 남부(옥시타니아 지역)와 스페인 동북부에서 사용되는 로망스어군의 한 분파로, 카탈루냐어-발렌시아어 그룹과 옥시타니아어(오크어)를 묶은 것이다. 간혹 아라곤어를 포함하기도 한다.

## 분류
- 오크어
- 카탈루냐어/발렌시아어
- 아라곤어 (가끔 포함됨)